# The Darkness
The Darkness és un grup de rock creat al Regne Unit pels germans Justin Hawkins (guitarra i veu) i Dan Hawkins (guitarra), juntament amb Frankie Poullain (baix) i Ed Graham (bateria).
El seu primer single «I Believe in a Thing Called Love» va ser número 1 de les llistes de vendes britàniques, i el primer disc Permission to Land, és un gran èxit comercial.
Són considerats com els successors dels Rolling Stones. Tenen clares influències de grups de rock dels anys 70 com AC/DC, Van Halen, Queen, T-Rex, Aerosmith i Led Zeppelin. Les tonalitats agudes de Hawkins s'han convertit en una marca d'identitat.
El 2004 The Darkness va guanyar tres guardons dels Brit Awards: Millor grup, Millor Grup de rock i Millordisc.
El grup va publicar l'any 2005 un segon àlbum One Way Ticket to Hell… and Back. Al maig del 2005, Poullain abandonà el grup per diferències musicals, i va ser substituït per Richie Edwards. A l'octubre del 2006, Justin Hawkins, compositor, guitarrista i cantant, va abandonar el grup per problemes amb les drogues i l'alcohol, i el nou baixista Richie Edwards es va fer càrrec de la veu.
Mentrestant, Hawkins gravà un disc en solitari i feu música per a pel•lícules. L'any 2007 va ser un dels sis candidats per representar el Regne Unit al Festival d'Eurovisió a Helsinki.

## Història i biografía
The Darkness (Justin Hawkins -veu i guitarra-, Dan Hawkins -guitarra-, Frankie Poullain -baix- (actualment Richie Edwards) i Ed Graham -bateria-) és el grup que posat novament a Londres i Anglaterra així com el Regne Unit sota el pols del rock. El grup de Justin Hawkins ha recuperat l'esperit del Rock dels anys 70 del segle xx, i amb un estil a mig camí entre Queen i AC/DC.
El seu debut, Permission to land (2003) ha venut més de 4 milions de còpies a tot el món. i va tenir molt d'èxit a les sales del Regne Unit. Es van donar a conèixer després d'una sèrie de concerts a Londres, on van demostrar a més de bona música, un gran talent per l'espectacle. Les actuacions recents als festivals de Glastonbury i Reading van ser les més comentades d'aquest any.
Influenciat pels grans del rock, The Darkness demostra amb el primer disc que el format clàssic de guitarra, baix, i bateria, juntament amb un frontman espectacular com no s'havia vist en molt de temps, continua d'emocionarel públic. Cançons com el primer single «Growing on me», «I believe in a thing called love» o «Get your hands off my woman» confirmen l'enorme potencial d'aquest grup que recupera l'esperit del rock dels anys 70 i 80. Tenen un estil únic, les seves cançons són totes himnes potencials i resulta molt difícil no corejar-les en sentir-les. L'essència de grans bandes rockeres és capturada en les cançons del grup, però ells llancen la música amb una arrogància i un toc d'ironia postmoderna.
Tenen una sonoritat influenciada pel Rock Clàssic dels anys 70 i 80, però funciona perquè ho fan amb una producció del segle xxi, perquè ningú més ha sonat així durant molt de temps i perquè ho fan així sense cap mena de vergonya. «Tothom està molt tens» diu Frankie, «odio l'arrogància dels grups que pensen que les seves emocions mesquines són interessants. Si mires als grups de fa 25 anys, la gent té somriures als seus rostres. Estem portant això una altra vegada».
Un retall de premsa d'un concert seu assegurava: «l'excepcional esperit d'un gran showman-cantant arquetípic viu a dins de Hawkins. Posseeix una veu fenomenal (en part tipus Bon Scott, en part Freddie Mercury i en part Luciano Pavarotti), es vana i es posa per a tot l'estadi, mentre que els membres del grup desprenen energia elèctrica i ritmes vigorosos». Un altre retall: «Autèntiques estrelles. Tan originals que poden fer desaparèixer l'aroma d'apatia i d'insipidesa que es multiplica pel nostre país, gràcies a un grup que ens va donar Rock amb tanta força que vam haver de seguir-los».

### Permission to Land
Van autoeditar el primer disc Permission to Land. El 17 de febrer del 2004 van ser el centre d'atenció de la premsa en rebre tres premis Brit Awards.
El disc comença amb amb «Black shuck», una de les cançons més potents del disc amb un riff al més pur estil d'Angus Young. A «Growing on me», Justin descansa una mica dels falsets, que només apareixeran a estones, deixant la seva veu al seu to real. Després ve el gran èxit mundial «I believe in a thing called love», una cançó enganxosa i entretinguda, que a estones té molt de Queen. «Love is only a feeling» és una balada amb una melodia plena de contrastos. Els puntejos de guitarra sobresurten molt i això, mesclat amb els cors, dona un resultat interessant. «Givin´ up», amb la seva esgotadora tornada, i «Stuck in a rut» són possiblement les cançons més fluixes del disc. «Holding my own» és una clàssica balada rockera. La melodia, la guitarra i els cors interactuen i s'intercalen en una estructura dramàtica que recorda als millors exemples del gènere.
En conjunt, Permission to land, és un disc amb unes harmonies i una sonoritat molt típica del metall dels 80; guitarres que recorden a Kiss i AC/DC, i uns falsets teatrals que evoquen d'alguna manera a l'incomparable Freddie Mercury.

### One Way Ticket to Hell… and Back
A diferència del seu debut, molt més excessiu i caricaturesc, aquest disc es perfila com un treball més aconseguit i estructurat. La veu del cantant Justin Hawkinssorprèn, però molt més controlada en impulsos, ha après a modular-la i així a controlar-ne els registres. En les noves sonoritats hi ha pianos i sintetitzadors, o instruments menys comuns com sitars, triangles, panderetes o un flautista peruà en la particular intro del disc.
I és amb tots aquests canvis que el grup pretén presentar-se a mitjans i públic amb quelcom menys divertit que en el seu debut, i aconseguir així una imatge molt més respectable, per arribar a posicionar-se com a grup a perdurar en el temps.
És dir la veritat, que cada un dels temes inclosos és un gran èxit en potència. I tot comença amb «One Way Ticket», un específic tall amb un trepidant riff de guitarra. I ens sorprèn amb el falset operístic i molt exagerat i una tornada simple que manifesta la base del Rock’n'Roll. El disc ha estat produït pel productor Roy Thomas Baker (Queen, The Rolling Stones, David Bowie, The Who)

### La sortida de Justin Hawkins
Segons el diari britànic The Sun, el vocalista Justin Hawkins ha abandonat The Darkness immediatament després d'abandonar el centre de rehabilitació per a poder continuar el seu tractament contra les drogues. El grup decidí continuar endavant amb el baixista Richie Edwards com a cantant.
En una entrevista amb el diari populista The Sun, Hawkins va parlar de la seva batalla amb l'alcohol i les drogues. Hawkins assegurava haver-se gastat més de 150.000 lliures (uns 225000 Euros) en cocaína al llarg dels últims tres anys. Segons Classic Rock, Hawkins va dir a The Sun que «One way ticket to hell… and back» (el darrer disc del grup en el moment dels fets) «és, per descomptat, autobiogràfic». Hawkins hi confessa: «consumeixo fins a cinc grams de cocaïna al dia, la qual cosa em costava unes mil lliures a la setmana, de vegades fins i tot més. Solia estar despert fins a quatre dies seguits amb coca i alcohol. Afectà cadascuna de les meves decisions. Tot estava decidit en funció que havia de prendre cocaïna en algun moment. Demanava que anéssim els primers en una entrega de premis per poder seguir amb la meva alcoholització i la meva drogoaddicció».
A l'agost, Hawkins cancel·là un festival a Dinamarca i va entrar a un centre de rehabilitació. «M'hi vaig posar i em vaig desfer» ha declarat Hawkins a The Sun. Ara Hawkins fa els primers passos recuperar-se i gaudir d'una vida tranquil·la amb la seva xicota, Sue Whitehouse, mànager de The Darkness. Sobre la seva decisió d'abandonar la banda, ha dit que «em sento malament pels altres nois del grup. Serà un cop dur. Però és el moment de canviar. Seria perillós per a la meva recuperació seguir en el grup. No li dono la culpa al grup del meu problema – sóc un addicte. Hi ha gent que pot estar a grups i mantenir-se neta, però jo no sóc un d'aquests».

## Stone Gods, nou començament
- El 14 de desembre del 2006, Richie Edwards va confirmar que n'esdevé el nou cantant, i Toby MacFarlaine es feia càrrec del baix. A les entrades del blog a MySpace, Richie Edwards, Dan Hawkins i Ed Graham deien que ells havien començat la gravació d'un nou disc amb Toby McFarlaine i el canvi oficial de nom.[cal citació]

- El 2 de març de 2007 i les entrades al Myspace foren bruscament modificades mostrant una nova imatge, noves influències musicals i un nou nom que encara no es coneixia.[cal citació]

- El grup va publicar el disc Silver Spoons & Broken Bones a principi d'estiu del 2008, i va arribar a la posició 67. Es van publicar tres singles del disc a part de l'EP que van publicar a primers d'any: «Don't Drink The Watter», «Knight of a Living Dead» i «Start of Something».

- Després del llançament del disc i alguns concerts, el bateria original i membre de The Darkness va abandonar el grup suposadament per problemes físics. Encara que un temps després va assegurar que el van fer fora. Stone Gods va seguir la gira amb un nou bateria anomenat Robin.[cal citació]

- Finalitzada la gira, van començar a gravar el seu segon disc l'any 2009. No obstant el disc no arribaria ni el 2010 i sense cap notícia al respecte en un any, el seu baixista anunciava per Twitter que Stone Gods es trobava en parada.

- Sembla que les raons eren que el mateix grup The Darkness es reuniria de cara al 2011 per fer una nova gira i possible nou material.

## Hot Leg, l'altra cara de la moneda
- Mentre Stone Gods feia la seva gira de debut, Justin Hawkins anunciava una nova banda per a la fi del 2008, anomenada Hot Leg.

- A l'octubre de 2008 van donar quatre concerts a Londres i sortir el primer senzill «Trojan Guitar». Cap a final d'any, publicaven un altre single: «I've Met Jesus». I finalment al febrer es publicava el seu debut, anomenat: «Red Light Fever».

- La discogràfica que es va encarregar d'editar-lo va ser creada pel mateix Justin: Barbecue Records. Malgrat que esperava tenir molt d'èxit, realment va vendre menys que el debut de Stone Gods, i només va arribar a la posició 81. Es va publicar un altre single: «Cocktails».

- El grup va realitzar una gira des de març a setembre de 2009. Però Justin no estava content amb la repercussió del grup i a la fi de l'any després d'un concert en el qual se li va veure lluir bigoti, va posar Hot Leg també en parada i es va acomiadar a si mateix per la seva discogràfica.[Cal aclariment]

- Durant el 2010, Justin va col·laborar amb altres artistes, com Meat Loaf, Adam Lambert… i a final d'any, va anunciar el retorn de The Darkness el 2011.[cal citació]

## The Darkness, es reuneix
A la fi de 2010, Ed Graham, el bateria original de The Darkness havia anunciat que feia una darrera actuació amb el seu grup KFB, que tornaria a The Darkness. El baixista original de The Darkness va insinuar una retrobada: «possiblement, així sigui…».
El 15 de març del 2011 es va anunciar el retorn definitiu del grup, amb la formació original i que participarien en el festival Download el 10 de juny, juntament amb Def Leppard, i que la gravació del tercer disc del grup, començaria a l'abril.

## Integrants del grup
- Justin Hawkins, veu, guitarra, sintetitzador i piano
- Frankie Poullain, baix
- Dan Hawkins, guitarra
- Ed Graham, bateria

Ex-integrants
- Richie Edwards, baix (2005-2006)

## Discografia
Àlbums
- Permission to Land (7 de juliol del 2003)
- One Way Ticket to Hell ...And Back (28 de novembre del 2005)
- Hot Cakes (20 d'agost del 2012)
- Last of Our Kind (27 de maig del 2015)
- Pinewood Smile (6 d'octubre del 2017)
- Live at Hammersmith (àlbum en directe, 15 de juny del 2018)
- Easter Is Cancelled (4 d'octubre del 2019)

Simples
Extrets de Permission to Land
- «I Believe in a Thing Called Love» (EP, 2002)
- «Get Your Hands Off My Woman» (febrer 2003)
- «Growing on Me» (juny 2003)
- «I Believe in a Thing Called Love» (setembre 2003)
- «Love is Only a Feeling» (març 2004)

No extrets de cap àlbum
- «Christmas Time (Don't Let the Bells End)» (desembre del 2003)

Extrets de One Way Ticket to Hell ...And Back
- «One Way Ticket» (novembre del 2005)
- «Is It Just Me?» (febrer del 2006)
- «Girlfriend» (maig del 2006)